# Politie
O politie este orice tip de entitate politică. Este un grup de oameni care sunt uniți colectiv printr-o forță coezivă auto-reflectată precum identitatea, care au capacitatea de a mobiliza resurse, și sunt organizați într-o formă de ierarhie instituționalizată.

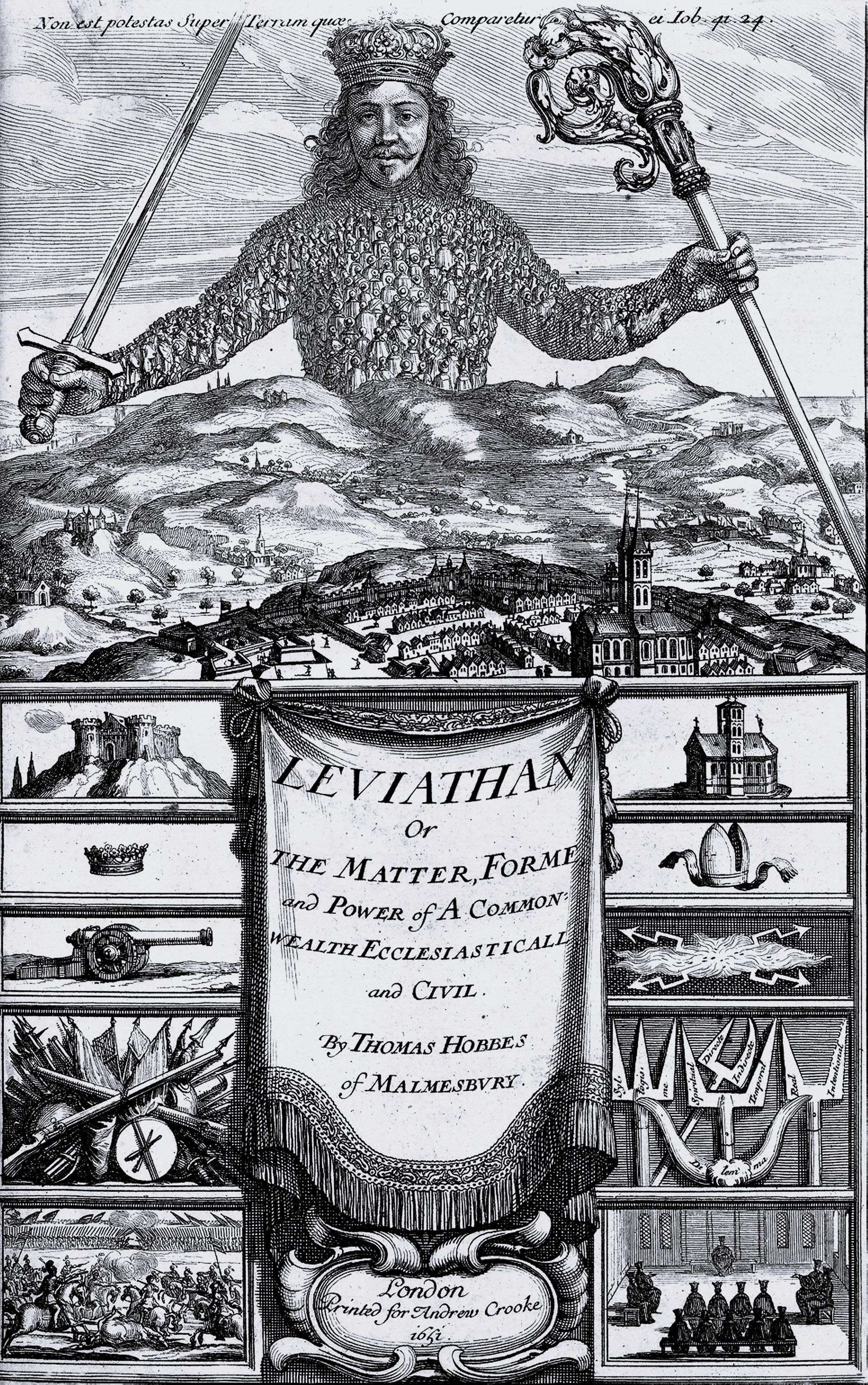
Frontispiciul Leviatanului

## Generalități
În geopolitică, o politie se poate manifesta sub diverse forme, precum un stat, un imperiu, o organizație internațională, o organizație politică și alte structuri organizaționale identificabile și care manipulează resurse. O politie, precum un stat, nu trebuie să fie o unitate suverană. Cele mai proeminente politii de azi sunt statele Westphaliene și statele naționale, numite, de obicei, „națiuni”.
Înclude astfel o paletă largă de organizații, dintre care numeroase formează aparatul statelor contemporane, precum autoritățile civile și guvernarea locală, subordonate acestora. Nu este nevoie ca politiile să controleze vreo regiune geografică, deoarece nici toate entitățile politice și guvernele nu au controlat resursele unei zone geografice fixe. Imperiile de Stepă istorice având originea în Stepa euroasiatică sunt un bun exemplu de politii nesedentare. Aceste politii diferă de state datorită lipsei unui terioriu definit, fixat. Imperiile diferă de state și prin faptul că teritoriile lor nu sunt definite static sau fixate permanent, și în consecință corpul politic al lor era de asemenea dinamic și fluid.
Astfel, este util să ne gândim la o politie ca la o comunitate politică. O politie poate fi definită fie ca facțiune dintr-o enitate mai mare (de obicei stat) fie, în perioade diferite, ca entitatea însăși. De exemplu, kurzii din Kurdistanul Irakian, sunt parte a propriei lor politii distincte, separate. Ei sunt și membri ai statului suveran Irak care este el însuși o politie, deși una care este mult mai puțin specifică și, ca urmare, mult mai puțin coezivă. De aceea este posibil ca o persoană să aparțină mai multor politii în același timp.
Thomas Hobbes a fost o figură importantă în conceptualizarea politiilor, în special a statelor. Hobbes a luat în considerare noțiuni de stat și corp politic în cea mai importantă lucrare a sa, Leviatanul.
În secolele anterioare, prin corp politic se înțelegea și „persoana fizică a suveranului:” împărat, rege sau dictator în monarhii și despotisme, și electoratul în republici. Numeroase politii au devenit mai democratice în ultimele câteva secole iar corpul politic, unde suveranitatea este acordată, a crescut mult mai mare decât simpla elită conducătoare, cum ar fi monarhia. Astăzi, se poate referi și la reprezentarea unui grup, precum cele schițate pe linii etnice sau de gen.  Cabinetele din democrațiile liberale sunt alese pentru a reprezenta corpul politic.